# Максабаш
Максабаш — село в Тюлячинском районе Татарстана.

## География
Находится в северо-западной части Татарстана, в 15 км к северо-западу от районного центра — села Тюлячи, у речки Макса.

## История
Основано во второй половине XVII века. В XVIII - первой половине XIX века жители относились к сословию государственных крестьян. Занимались земледелием, разведением скота, портняжно-шапочным промыслом. 
По сведениям переписи 1897 года, в деревне Максабаш Лаишевского уезда Казанской губернии жили 1033 человека (474 мужчины и 559 женщин), из них 1023 мусульманина.
В начале XX века здесь действовали 2 мечети (построены в 1867 и 1870 гг.), 2 медресе, водяная мельница, 3 мелочные лавки. В этот период земельный надел сельской общины составлял 1854 десятины. 
До 1920 года село входило в Больше-Кибяк-Козинскую волость Лаишевского уезда Казанской губернии. С 1920 года в составе Лаишевского, с 1927 - Арского кантонов ТАССР. С 10.08.1930 в Сабинском, с 10.02.1935 в Тюлячинском, с 12.10.1959 в Сабинском, с 04.10.1991 в Тюлячинском районах.

## Население
| 1782 | 1859 | 1897 | 1908 | 1920 | 1926 | 1938 | 1949 | 1958 | 1970 | 1979 | 1989 | 2002 |
| ---- | ---- | ---- | ---- | ---- | ---- | ---- | ---- | ---- | ---- | ---- | ---- | ---- |
| 120  | 961  | 1033 | 1398 | 1208 | 955  | 811  | 692  | 574  | 535  | 577  | 318  | 330  |

Национальный состав села — татары.

## Экономика
Молочное скотоводство, свиноводство.

## Инфраструктура
Начальная школа, дом культуры, библиотека. 

## Религия
Мечеть. 